# كريس كينغ
كريس كينغ (بالإنجليزية: Chris Thomas King)‏ هو مغني وموسيقي وممثل أمريكي، ولد في 14 أكتوبر 1964 في الولايات المتحدة.

## أعمال

### أفلام
- (2000) يا أخي، أين أنت؟[5][6][7]

## وصلات خارجية
- كريس كينغ على موقع IMDb (الإنجليزية)
- كريس كينغ على موقع ميوزك برينز (الإنجليزية)
- كريس كينغ على موقع ديسكوغز (الإنجليزية)
- كريس كينغ على موقع قاعدة بيانات الفيلم (الإنجليزية)